# Carl Bonnevie
Carl Emil Christian Bonnevie, född 28 april 1881 och död 26 september 1972, var en norsk jurist och socialpolitiker. Han var son till Jacob Aall Bonnevie och halvbror till Kristine Bonnevie.
Bonnevie var socialattaché vid Norges legation i Berlin och Wien 1919-23, och därefter extraordinarie domare vid stadsrätten i Oslo 1923-28, och från 1928 ordinarie domare vid samma stadsrätt. Bonnevie var 1913-15 socialdemokratisk stortingsman.
Han har bland annat skrivit Kommunalsocialisme og kooperation (1914).